# مکاتبات لایب‌نیتس-کلارک

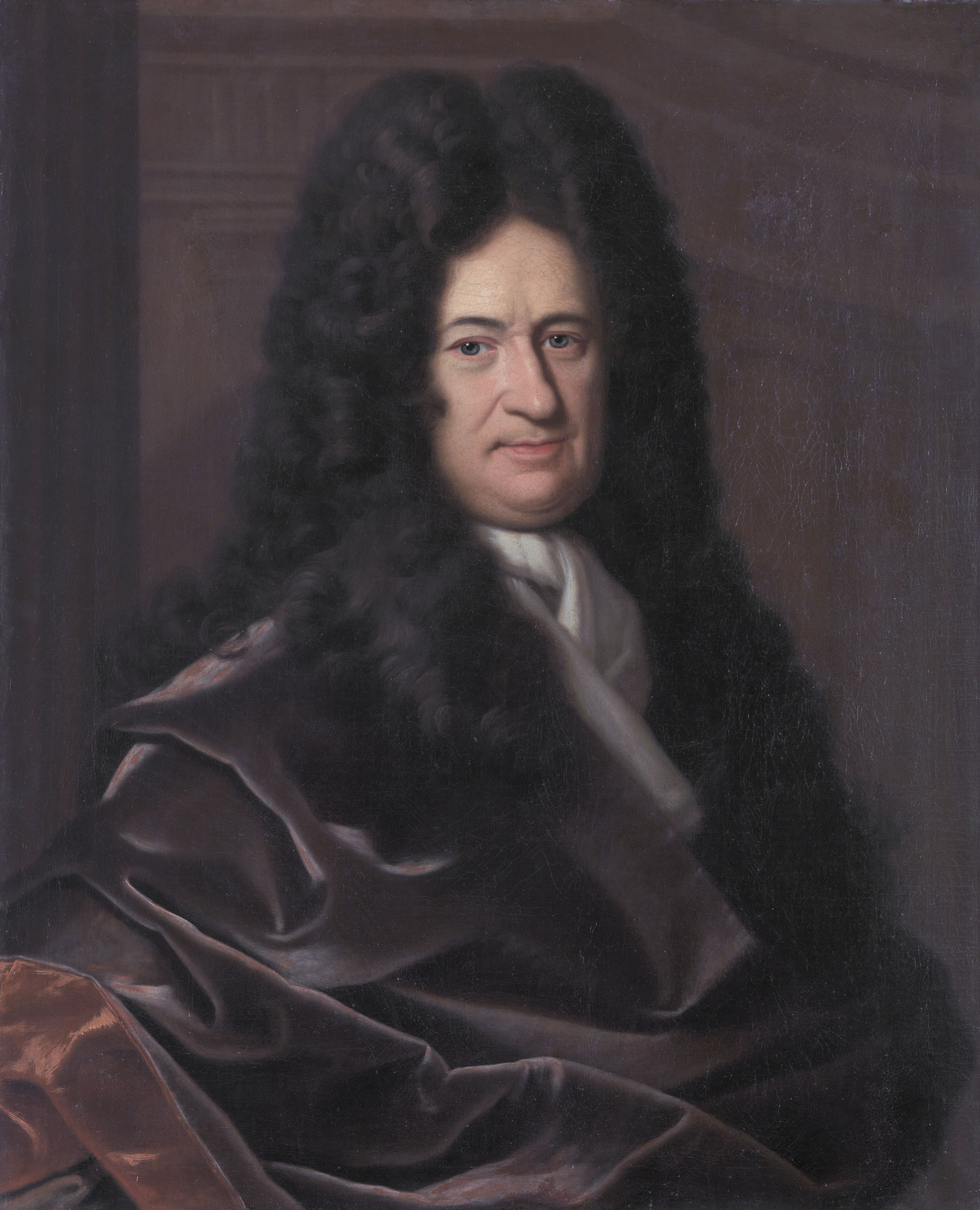
گوتفرید ویلهلم لایب نیتس

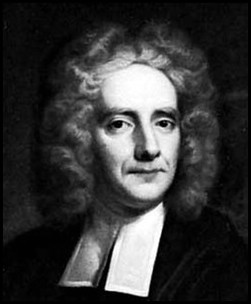
ساموئل کلارک

مکاتبات لایب‌نیتس-کلارک یک بحث علمی، کلامی و فلسفی بود که در تبادل نامه‌هایی بین متفکر آلمانی گوتفرید ویلهلم لایب‌نیتس و ساموئل کلارک، حامی انگلیسی اسحاق نیوتن در سال‌های ۱۷۱۵ و ۱۷۱۶ انجام شد. این مبادله به دلیل نامه‌ای که لایب‌نیتس به کارولین از آنسباخ نوشته بود آغاز شد و در آن اظهار داشت که فیزیک نیوتنی برای الهیات طبیعی زیان‌آور است. کلارک که مشتاق دفاع از دیدگاه نیوتنی بود، پاسخ داد و مکاتبات تا زمان مرگ لایب نیتس در سال ۱۷۱۶ ادامه یافت.
اگرچه موضوعات مختلفی در نامه‌ها مورد بررسی قرار می‌گیرد، اما علاقه اصلی خوانندگان مدرن در مناقشه بین نظریه فضای مطلق مورد علاقه نیوتن و کلارک و رویکرد رابطه‌ای لایب‌نیتس است. همچنین تضاد بین نظرات کلارک و لایب نیتس در مورد اراده آزاد و اینکه آیا خدا باید بهترین جهان ممکن را خلق کند، مهم است.
لایب نیتس تنها یک کتاب در مورد مسائل اخلاقی منتشر کرده بود، تئودیسه (۱۷۱۰)، و دیدگاه‌های متافیزیکی‌تر او هرگز به میزان کافی افشا نشده بود، بنابراین نامه‌های جمع‌آوری‌شده با علاقه معاصران خود مواجه شدند. مناقشه اولیه بین لایب نیتس و نیوتن در مورد حساب دیفرانسیل و انتگرال هنوز در اذهان عمومی تازه بود و این امر بدیهی تلقی می شد که این خود نیوتن بود که پشت پاسخ‌های کلارک ایستاد.

## نسخه‌ها
نامه‌های لایب‌نیتس-کلارک برای اولین بار با نام کلارک در سال پس از مرگ لایب نیتس منتشر شد. او مقدمه‌ای نوشت، ترجمه از زبان فرانسه را انجام داد، یادداشت‌ها و برخی از نوشته‌های خود را اضافه کرد. در سال ۱۷۲۰، پیر دسمایزو جلد مشابهی را در یک ترجمه فرانسوی منتشر کرد، که شامل نقل قول‌هایی از کار نیوتن بود. کاملاً مسلم است که برای هر دو نسخه نظر خود نیوتن جویا شده است و لایب‌نیتس در مضیقه قرار گرفته است. با این حال ترجمه آلمانی مکاتبات منتشر شده توسط کوهلر، همچنین در سال ۱۷۲۰، حاوی پاسخی به آخرین نامه کلارک بود که لایب‌نیتس قادر به پاسخ دادن آن نبود. این نامه‌ها در اکثر مجموعه‌های آثار لایب‌نیتس تجدید چاپ شده و به طور منظم در نسخه‌های مستقل منتشر شده است. 

## همچنین ببینید
- فلسفه فضا و زمان
- اصل دلیل کافی

## یادداشت
1. ↑  Rowe, p. 8
2. ↑  Rowe, p. 4
3. ↑  A Collection of Papers, which passed between the late Learned Mr. Leibniz, and Dr. Clarke, In the Years 1715 and 1716, by Samuel Clarke D.D. (London: James Knapton, 1717)
4. ↑  Recueil de pièces diverses sur la philosophie la religion et l'histoire par Leibniz, Clarke et Newton, publiées par Pierre Desmaizeaux, Amsterdam, 1720
5. ↑  Bertoloni-Melli D., Newton and the Leibniz-Clarke correspondence, The Cambridge Companion to Newton,  eds. I. B. Cohen and G. E. Smith, Cambridge University Press, 2002.
6. ↑  Merckwurdige Schriften welche . . . zwischen dem Herrn Baron von Leibniz und dem Herrn D. Clarke über besondere Materien der naturlichen Religion in Franzos. und Englischer Sprache gewechselt und . . . in teutscher Sprache herausgegeben worden von Heinrich Kohler, Frankfurt and Leipzig (Jena), 1720: there was a preface by Christian Wolff and a reply to Clarke's last letter in behalf of Leibniz by Ludwig Philipp Thümmig; it appeared also in the Latin translation from 1740.
7. ↑  A full list is given in Alexander H., The Leibniz-Clarke Correspondence, with extracts from Newton's Principia and Opticks, edited with an introduction and notes, Manchester, 1955 (and reeditions); for a more recent edition see e.g.
G. W. Leibniz and Samuel Clarke: Correspondence, Edited, with Introduction, by Roger Ariew, Hackett Publishing Co. Inc. Indianapolis/Cambridge, 2000.

## لینک های خارجی
- رونویسی کامل نسخه 1717 در پروژه نیوتن
- دایره المعارف فلسفه استنفورد - آزادی الهی

الگو:Gottfried Wilhelm Leibniz